# Baltische klippen
De Baltische Klippen, ook bekend als de Baltische Klint, is een erosieve kalkstenen steilrand en cuesta die zich uitstrekt over ongeveer 1200 km van het eiland Öland in Zweden door de Oostzee naar Estland en Rusland. Het omvat eilanden zoals Gotland en Öland, evenals delen van Estland en de Oblast Leningrad in Rusland. De Baltische Klippen worden gekenmerkt door een actieve landvorm die enige terugtrekking vertoont. De klif bereikt op sommige plaatsen een hoogte van 55,6 m boven zeeniveau en wordt doorkruist door verschillende rivieren, watervallen en stroomversnellingen. Op Öland en Gotland bestaan er langs de klint zeezuilen, bekend als rauks, die gevormd zijn door de erosie van kalksteenkliffen. De Baltische Klippen zijn van geografisch belang en waren te zien op bepaalde bankbiljetten, zoals het 50 krooni-biljet uit 1928 en het 100 krooni-biljet uit 1992.